# Peugeot e-Legend
De Peugeot e-Legend (beter bekend als Peugeot e-Legend Concept) is een elektrische conceptauto van het Franse automerk Peugeot. Dit autotype werd getoond op de motorshow in Parijs van 2018.

## Geschiedenis
De e-Legend Concept is een modernere versie van de 504 coupé.

## Naam
De naam van dit voertuig (e-Legend) verwijst naar de brandstof waar het voertuig op werkt, elektriciteit.

## Fotogalerij

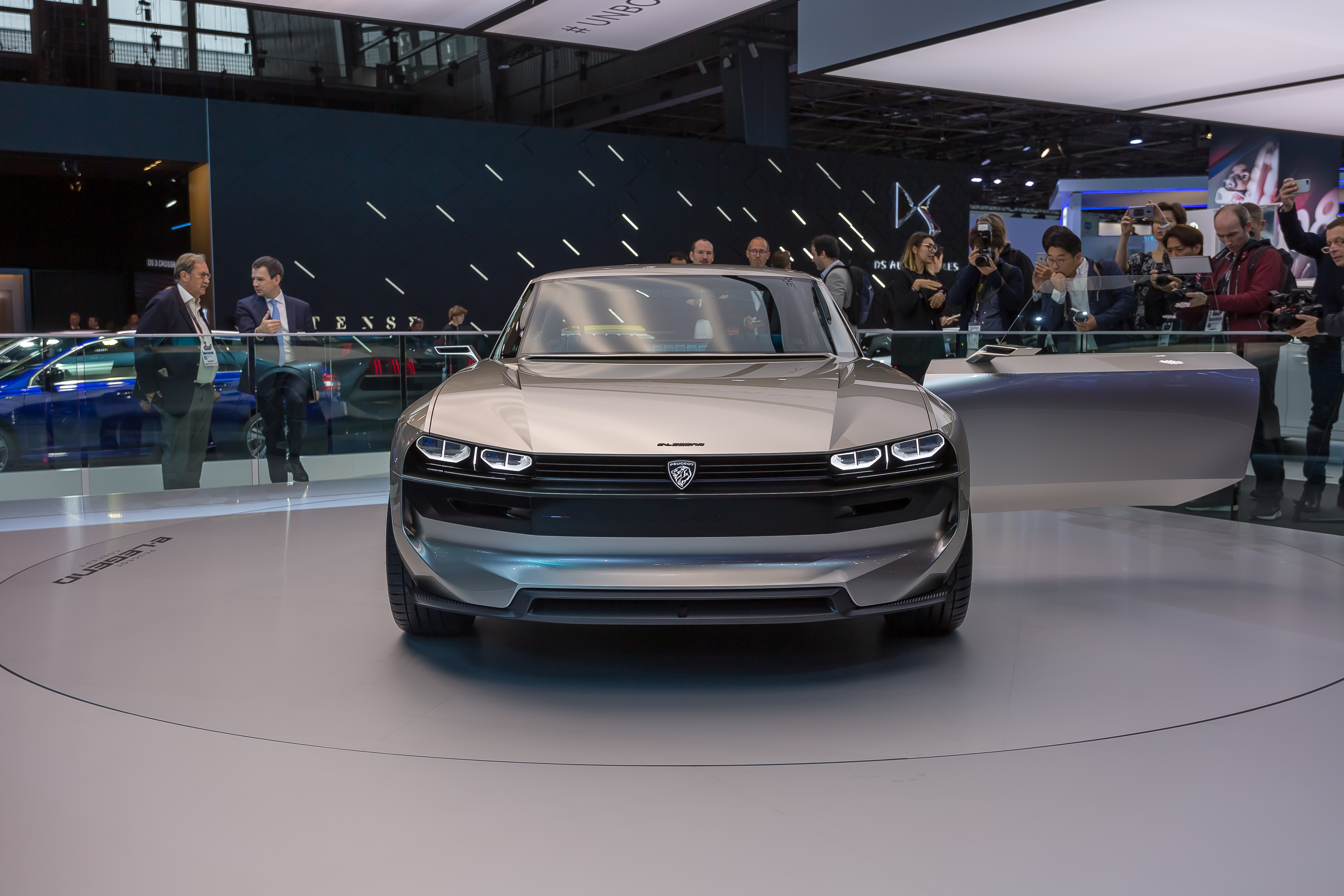
De voorkant van de e-Legend Concept
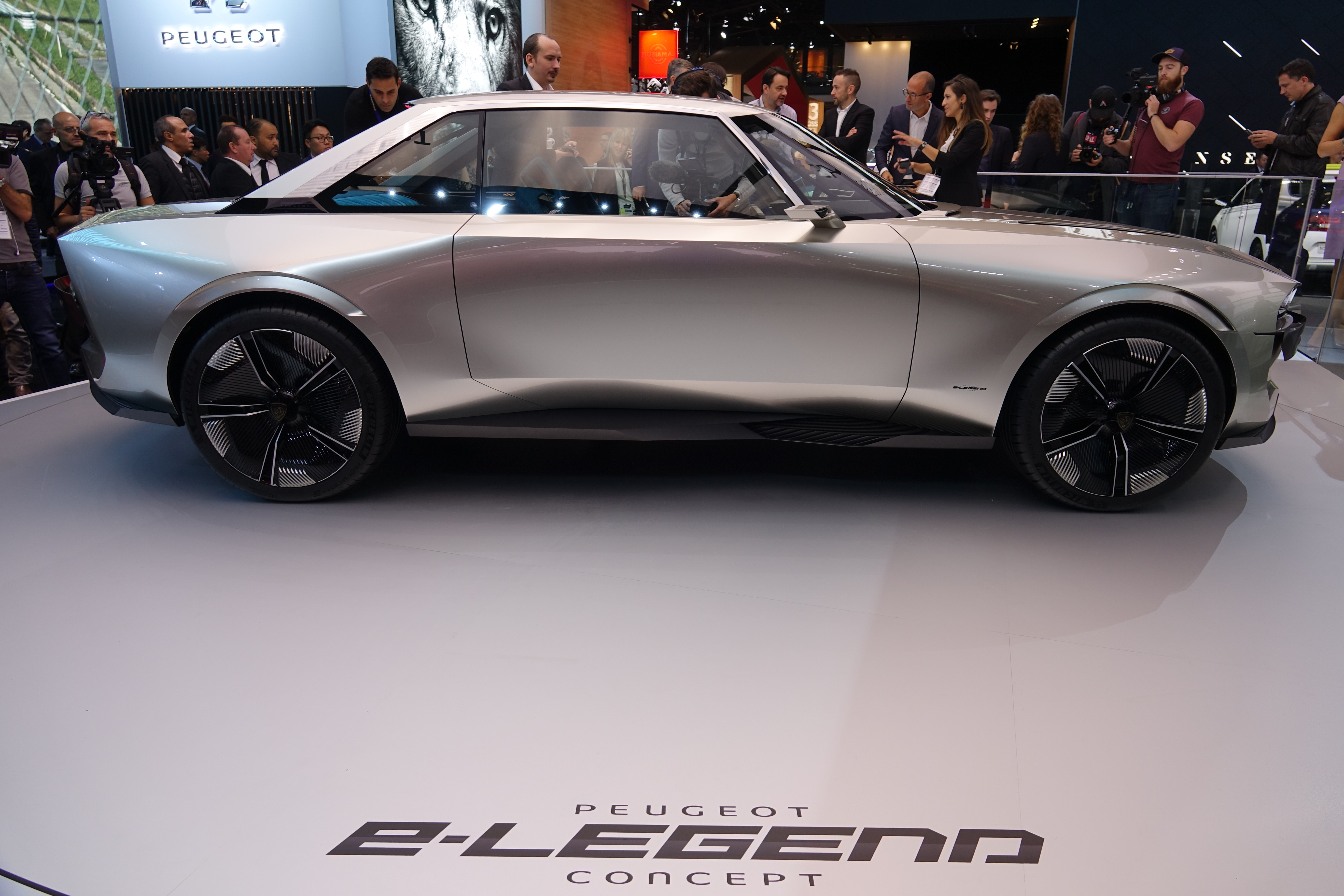
De zijkant van de e-Legend Concept
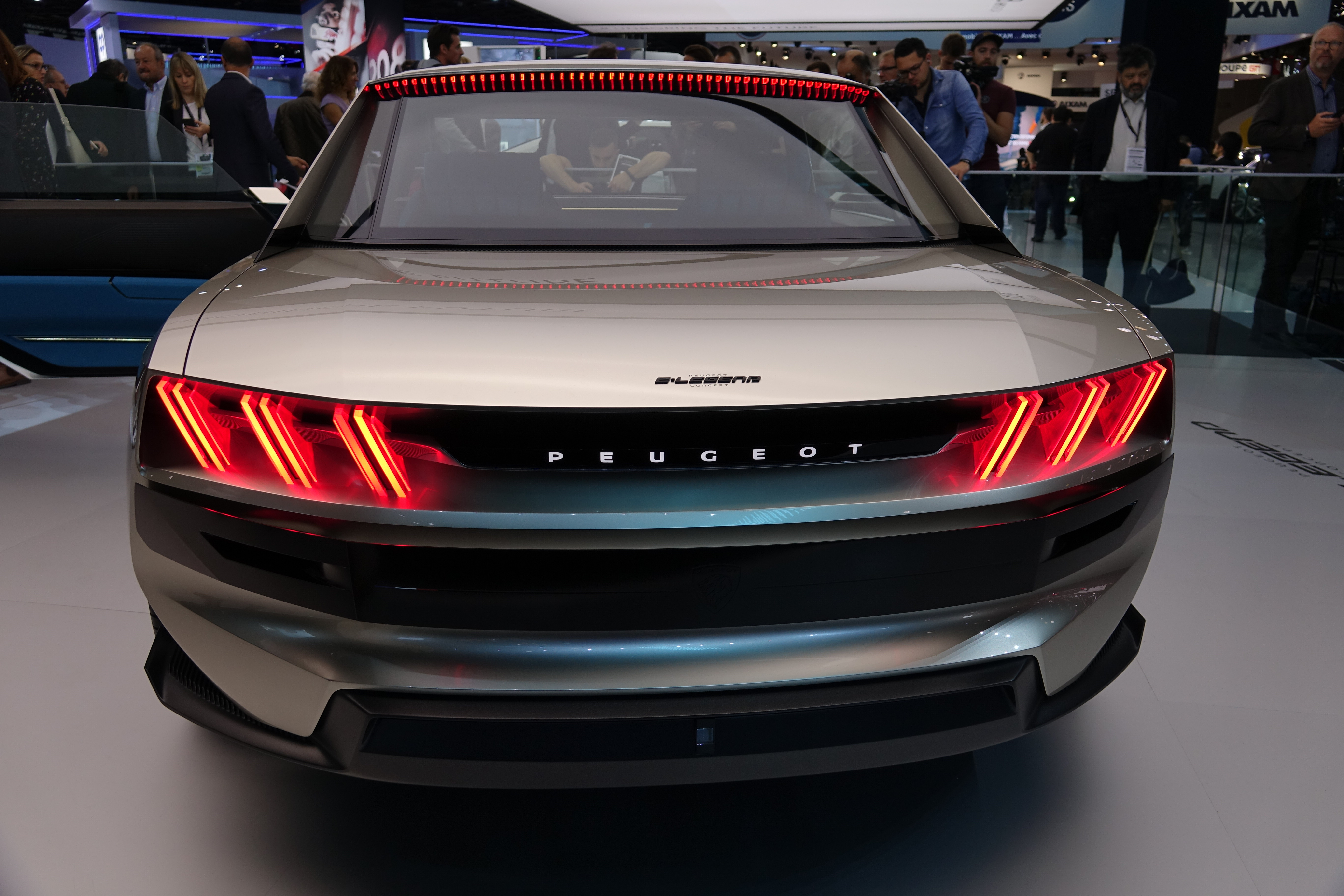
De achterkant van de e-Legend Concept
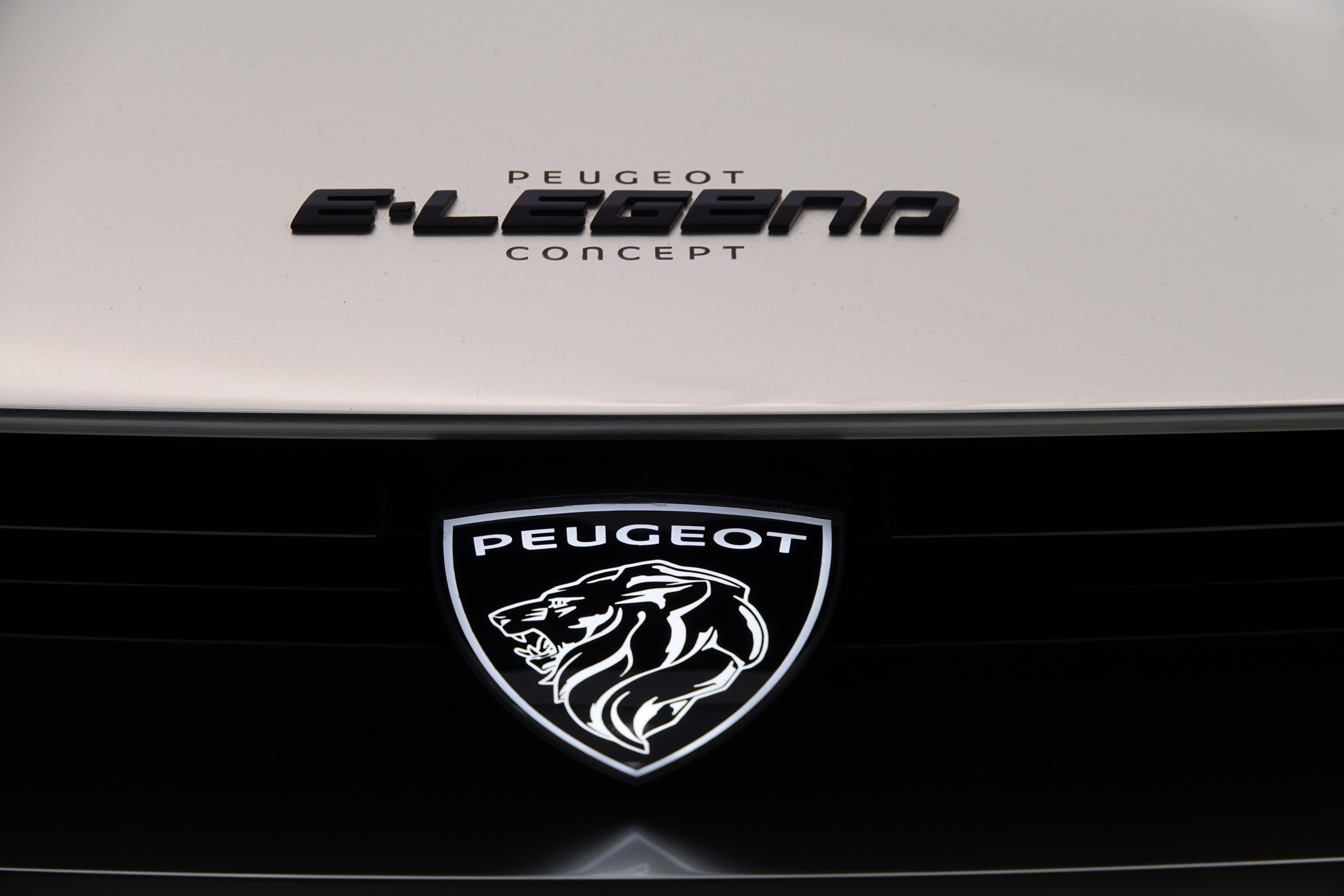
De naam van dit autotype met het oude logo van Peugeot